# Challenger de Biel/Bienne 2021
El Challenger Biel/Bienne 2021 fue un torneo de tenis perteneciente al ATP Challenger Tour 2021 en la categoría Challenger 80. Se trató de la 1.ª edición, el torneo tuvo lugar en la ciudad de Biel/Bienne (Suiza), desde el 20 hasta el 26 de septiembre de 2021 sobre pista dura bajo techo.

## Cabezas de serie

### Individuales masculino
| Favorito | País                       | Jugador               | Rank1 | Posición en el torneo |
| -------- | -------------------------- | --------------------- | ----- | --------------------- |
| 1        | Bandera de Francia         | Pierre-Hugues Herbert | 98    | Baja                  |
| 2        | Bandera de Suiza           | Henri Laaksonen       | 119   | Segunda ronda         |
| 3        | Bandera de Austria         | Dennis Novak          | 121   | Segunda ronda         |
| 4        | Bandera de República Checa | Tomáš Macháč          | 143   | Primera ronda         |
| 5        | Bandera del Reino Unido    | Liam Broady           | 145   | CAMPEÓN               |
| 6        | Bandera de Portugal        | João Sousa            | 150   | Cuartos de final      |
| 7        | Bandera de Suiza           | Marc-Andrea Hüsler    | 156   | FINAL                 |
| 8        | Bandera de Turquía         | Cem İlkel             | 176   | Segunda ronda         |

- 1 Se ha tomado en cuenta el ranking del 13 de septiembre de 2021.

### Otros participantes
Los siguientes jugadores recibieron una invitación (wild card), por lo tanto ingresan directamente al cuadro principal (WC):
- Jérôme Kym
- Leandro Riedi
- Dominic Stricker

Los siguientes jugadores ingresan al cuadro principal tras disputar el cuadro clasificatorio (Q):
- Antoine Escoffier
- Hiroki Moriya
- Jakub Paul
- Alexander Ritschard

## Campeones

### Individual Masculino
- Liam Broady derrotó en la final a  Marc-Andrea Hüsler, 7–5, 6–3

### Dobles Masculino
- Ruben Bemelmans /  Daniel Masur derrotaron en la final a  Marc-Andrea Hüsler /  Dominic Stricker, Walkover